# Europees kampioenschap voetbal 2020 (achtste finale) Kroatië - Spanje
Dit artikel gaat over de wedstrijd in de achtste finales tussen Kroatië en Spanje die gespeeld werd op maandag 27 juni 2021 in Parken te Kopenhagen tijdens het Europees kampioenschap voetbal 2020. Het duel was de 41ste wedstrijd van het toernooi en de 5de van de knock-outfase. Spanje bereikte na een verlenging de kwartfinales, Kroatië werd uitgeschakeld.

## Voorafgaand aan de wedstrijd
- Kroatië stond bij aanvang van het toernooi op de veertiende plaats van de FIFA-wereldranglijst.[1] Negen Europese landen en EK-deelnemers waren hoger gerangschikt op die lijst. Spanje was op de zesde plaats terug te vinden.[2] Spanje kende vier Europese landen en EK-deelnemers met een hogere positie op die ranglijst.
- Spanje en Kroatië troffen elkaar voorafgaand aan deze wedstrijd al acht keer. Kroatië won drie van die wedstrijden, Spanje zegevierde vier keer en eenmaal eindigde het duel onbeslist. Deze landen ontmoetten elkaar in de groepsfase van het EK 2012 (0–1 winst Spanje) en het EK 2016 (2–1 winst Kroatië).
- Voor Kroatië was dit haar zesde deelname aan een EK-eindronde en de vijfde achtereenvolgende. Drie keer eerder bereikte Kroatië de knock-outfase. Spanje nam voor een elfde maal deel aan een EK-eindronde en voor een zevende op een rij. Zeven keer eerder bereikte Spanje de knock-outfase.
- Kroatië werd met vier punten tweede in groep D, achter Engeland en boven Tsjechië en Schotland. Spanje plaatste zich voor de achtste finales met vier punten en een tweede plaats in groep E, achter Zweden en boven Slowakije en Polen.

## Wedstrijdgegevens[3]
| Datum                  | 27 juni 2021                                                                                         | 27 juni 2021                                                                                         |
| Aftrap                 | 18:00 uur                                                                                            | 18:00 uur                                                                                            |
| Wedstrijdnummer        | 41                                                                                                   | 41                                                                                                   |
| Stadion                | Parken, Kopenhagen                                                                                   | Parken, Kopenhagen                                                                                   |
| Toeschouwers           | 22.771                                                                                               | 22.771                                                                                               |
| Scheidsrechter         | Cüneyt Çakır                                                                                         | Cüneyt Çakır                                                                                         |
| Assistenten            | Bahattin Duran Tarik Ongun                                                                           | Bahattin Duran Tarik Ongun                                                                           |
| Vierde official        | Andreas Ekberg                                                                                       | Andreas Ekberg                                                                                       |
| Videoscheidsrechters   | Bastian Dankert Christian Dingert (assistent) Christian Gittelmann (assistent) Paweł Gil (assistent) | Bastian Dankert Christian Dingert (assistent) Christian Gittelmann (assistent) Paweł Gil (assistent) |
| Man van de wedstrijd   | Sergio Busquets                                                                                      | Sergio Busquets                                                                                      |
|                        | Kroatië                                                                                              | Spanje                                                                                               |
| Doelpunten             | 3 | 5 |
| Gele kaarten           | 2 | 0 |
| Rode kaarten           | 0 | 0 |
| Wissels                | 6 | 6 |
| Schoten op doel        | 6 | 10                                                                                                   |
| Schoten naast doel     | 5 | 9 |
| Overtredingen          | 26                                                                                                   | 10                                                                                                   |
| Hoekschoppen           | 1 | 8 |
| Buitenspel             | 6 | 3 |
| Passnauwkeurigheid (%) | 83                                                                                                   | 91                                                                                                   |
| Balbezit (%)           | 36                                                                                                   | 64                                                                                                   |

| Kroatië | 3 – 5 n.v.     | Spanje |
| Pedri 20' (e.d.) Mislav Oršić 85' (Mislav Oršić) Mario Pašalić 90+2' | goals (assist) | 38' Pablo Sarabia (José Gayà) 57' César Azpilicueta (Ferran Torres) 77' Ferran Torres (Pau Torres) 100' Álvaro Morata (Dani Olmo) 103' Mikel Oyarzabal (Dani Olmo) |
| Zlatko Dalić | bondscoach     | Luis Enrique |
| Dominik Livaković Josip Juranović 74' Domagoj Vida ( 114') Duje Ćaleta-Car Joško Gvardiol Luka Modrić 114' Marcelo Brozović Mateo Kovačić 79' Nikola Vlašić 79' Bruno Petković 46' Ante Rebić 67' | opstellingen   | Unai Simón César Azpilicueta 71' Eric García Aymeric Laporte 77' José Gayà 77' Koke 101' Sergio Busquets Pedri 88' Ferran Torres Álvaro Morata 71' Pablo Sarabia   |
| Andrej Kramarić 46' Ante Rebić 67' Josip Juranović 74' Ante Budimir 79' Mario Pašalić 79' Luka Ivanušec 114'                                                                                      | wissels        | 71' Dani Olmo 71' Pau Torres ( 101') 77' Jordi Alba 77' Fabián Ruiz 88' Mikel Oyarzabal 101' Rodri                                                                 |
| Marcelo Brozović 73' Duje Ćaleta-Car 84' | gele kaarten   | |
| | rode kaarten   | |